# Center for Security and Emerging Technology
Le Center for Security and Emerging Technology (CSET, Centre pour la sécurité et les technologies émergentes) est un groupe de réflexion destiné à l'analyse des politiques de sécurité nationale et internationale ; et à l'analyse des nouvelles technologies. Le directeur fondateur du CSET est l'ancien directeur de l'IARPA, Jason Gaverick Matheny.

## Histoire
Créé en janvier 2019, le CSET a reçu plus de 57 000 000 $ de financement de la part d'Open Philanthropy, de la Fondation Hewlett et du Public Interest Technology University Network. Sa mission est d'étudier les impacts des nouvelles technologies sur la sécurité, de soutenir des travaux universitaires sur ces problèmes, et de fournir une analyse non partisane à la communauté politique. Pour ses deux premières années, le CSET prévoit de se concentrer sur les aspects de sécurité liés à l'intelligence artificielle (IA). En particulier sur la compétitivité nationale, les flux de talents et de connaissances, et les relations avec d'autres technologies Le CSET est le plus grand centre des États-Unis traitant des politiques liées à l'IA.

## Ouvrages
Le CSET produit un bulletin d'information bihebdomadaire, policy.ai. Il a publié diverses recherches à l'intersection entre IA et sécurité, notamment sur l'impact de l'IA sur le monde du travail aux États-Unis, les effets que les lois sur l'immigration ont sur le secteur de l'IA, et le transfert de technologies avec l'étranger.

## Couverture médiatique
Les membres du CSET apparaissent régulièrement dans les médias aux États-Unis. Ils y parlent de technologie, de sécurité nationale, d'éducation et d'affaires internationales. Ils font des déclarations devant le Congrès, des commentaires sur l'actualité et partagent des détails sur leurs recherches.

## Voir également
- Helen Toner
- RAND Corporation